# Associação Professor Artur Novaes 2023-2024
Questa voce raccoglie le informazioni riguardanti l'Associação Professor Artur Novaes nella stagione 2023-2024.

## Stagione
L'Associação Professor Artur Novaes utilizza la denominazione sponsorizzata APAN/Roll-on nella stagione 2023-24.
Partecipa alla Superliga Série A per la dodicesima volta, classificandosi al decimo posto in regular season. È per la prima volta di scena in un torneo internazionale, partecipando al campionato sudamericano in qualità di club organizzatore, classificandosi al quarto posto.
In ambito locale invece viene sconfitto nella finale del Campionato Catarinense dalla Norte Catarinense.

## Organigramma societario
Area direttiva
- Presidente: Fernando Silva

Area tecnica
- Allenatore: André Donegá
- Secondo allenatore: Marcel Ramos
- Scoutman: Rafael Laurentino
- Preparatore atletico: Pedro Nascimento

Area sanitaria
- Fisioterapista: Vinicius Valero

## Rosa
| N° | Nome                | Ruolo | Data di nascita  | Nazionalità sportiva |
| -- | ------------------- | ----- | ---------------- | -------------------- |
| 1  | Valentino de Abreu  | P     | 20 febbraio 2000 | Brasile              |
| 2  | Matias Provensi     | S     | 26 marzo 2001    | Brasile              |
| 3  | Maurício Balluta    | P     | 25 ottobre 2006  | Brasile              |
| 4  | Thiago Sens         | S     | 26 marzo 2001    | Brasile              |
| 5  | Caio Pereira        | C     | 12 dicembre 2005 | Brasile              |
| 6  | Mateus Winck        | P     | 31 gennaio 1998  | Brasile              |
| 7  | Renan Bonora        | S     | 10 aprile 1998   | Brasile              |
| 8  | Johan Marengoni     | C     | 10 gennaio 1995  | Brasile              |
| 9  | Felipe Cundiev      | L     | 26 febbraio 1999 | Brasile              |
| 11 | Wennder Lopes       | S     | 7 dicembre 1991  | Brasile              |
| 12 | Paulo Carraro       | C     | 26 agosto 1999   | Brasile              |
| 13 | Lucas Henning       | S     | 1º luglio 2003   | Brasile              |
| 14 | Mawan Dolejal       | O     | 4 maggio 2006    | Brasile              |
| 15 | Caio de Oliveira    | O     | 23 gennaio 1996  | Brasile              |
| 16 | Kauã Probst         | L     | 12 gennaio 2005  | Brasile              |
| 17 | Davi Meneghelli     | L     | 27 gennaio 2006  | Brasile              |
| 18 | Leandro dos Santos  | O     | 25 aprile 1983   | Brasile              |
| 19 | Breno do Nascimento | O     | 7 marzo 2001     | Brasile              |
| 21 | Eduardo Wurster     | S     | 25 ottobre 2002  | Brasile              |
| 22 | Mateus Müller       | S     | 15 aprile 1998   | Brasile              |

## Mercato
| Acquisti | Acquisti            | Acquisti           | Acquisti   |
| R.       | Nome                | da                 | Modalità   |
| -------- | ------------------- | ------------------ | ---------- |
| L        | Felipe Cundiev      | Norte Catarinense  | definitivo |
| P        | Valentino de Abreu  | Instituto CUCA     | definitivo |
| O        | Mawan Dolejal       | Balneário Camboriú | definitivo |
| O        | Breno do Nascimento | AEESB              | definitivo |
| S        | Lucas Henning       | Praia Grande       | definitivo |
| C        | Johan Marengoni     | Amigos do Vôlei    | definitivo |
| S        | Mateus Müller       | -                  | definitivo |
| S        | Matias Provensi     | ABCD               | definitivo |
| S        | Thiago Sens         | Al-Nasr            | definitivo |
| P        | Mateus Winck        | Příbram            | definitivo |

| Cessioni | Cessioni       | Cessioni          | Cessioni   |
| R.       | Nome           | a                 | Modalità   |
| -------- | -------------- | ----------------- | ---------- |
| S        | Alan Araújo    | BVC               | definitivo |
| C        | Róbson Augusto | AEESB             | definitivo |
| S        | Vitor Baesso   | Suzano            | definitivo |
| L        | Carlos Barros  | Instituto CUCA    | definitivo |
| L        | Tiago Brendle  | Norte Catarinense | definitivo |
| O        | Alan de Souza  | AZS Olsztyn       | definitivo |
| C        | Éder Kock      | Karlovarsko       | definitivo |
| P        | Rodrigo Leme   | Suzano            | definitivo |
| P        | Ricardo Perini | Grand Nancy       | definitivo |

## Risultati

### Superliga Série A

#### Girone di andata
| 1ª giornata - 10 dicembre 2023 Centreventos Cau Hansen, Joinville              | Norte Catarinense | 3 - 0 | APAN              | 25-20, 27-25, 25-16               |
| 2ª giornata - 17 novembre 2023 Ginásio Municipal Tancredo Neves, Montes Claros | AEESB             | 3 - 2 | APAN              | 20-25, 25-20, 19-25, 25-21, 22-20 |
| 3ª giornata - 2 dicembre 2023 Ginásio Sebastião Cruz, Blumenau                 | APAN              | 2 - 3 | Índios Guarus     | 25-22, 25-20, 21-25, 21-25, 11-15 |
| 4ª giornata - 29 novembre 2023 Arena Juscelino Kubitschek, Belo Horizonte      | Minas             | 3 - 0 | APAN              | 25-16, 25-23, 25-16               |
| 5ª giornata - 6 dicembre 2023 Ginásio Sebastião Cruz, Blumenau                 | APAN              | 0 - 3 | Sesi              | 23-25, 22-25, 19-25               |
| 6ª giornata - 12 dicembre 2023 Ginásio do Taquaral, Campinas                   | BVC               | 3 - 0 | APAN              | 25-18, 25-22, 25-17               |
| 7ª giornata - 19 dicembre 2023 Ginásio General Mário Brum, Uberlândia          | ABCD              | 3 - 2 | APAN              | 17-25, 25-20, 22-25, 25-19 15-13  |
| 8ª giornata - 23 dicembre 2023 Arena Suzano, Suzano                            | Suzano            | 2 - 3 | APAN              | 25-16, 25-19, 24-26, 19-25, 12-15 |
| 9ª giornata - 6 gennaio 2024 Ginásio Sebastião Cruz, Blumenau                  | APAN              | 0 - 3 | Amigos do Vôlei   | 24-26, 17-25, 18-25               |
| 10ª giornata - 11 gennaio 2024 Ginásio Sebastião Cruz, Blumenau                | APAN              | 3 - 2 | Academia do Vôlei | 25-18, 17-25, 31-33, 26-24, 15-13 |
| 11ª giornata - 16 gennaio 2024 Ginásio do Riacho, Belo Horizonte               | Sada              | 3 - 0 | APAN              | 25-18, 25-22, 25-12               |

#### Girone di ritorno
| 12ª giornata - 21 gennaio 2024 Ginásio Sebastião Cruz, Blumenau           | APAN              | 0 - 3 | Norte Catarinense | 15-25, 24-26, 19-25               |
| 13ª giornata - 29 gennaio 2024 Ginásio Sebastião Cruz, Blumenau           | APAN              | 3 - 1 | AEESB             | 23-25, 25-17, 25-16, 25-21        |
| 14ª giornata - 4 febbraio 2024 Ginásio Ponte Grande, Guarulhos            | Índios Guarus     | 3 - 0 | APAN              | 25-23, 25-14, 25-16               |
| 15ª giornata - 8 febbraio 2024 Ginásio Sebastião Cruz, Blumenau           | APAN              | 3 - 0 | Minas             | 25-22, 28-26, 25-23               |
| 16ª giornata - 20 febbraio 2024 Ginásio Paulo Skaf, Bauru                 | Sesi              | 2 - 3 | APAN              | 25-22, 23-25, 23-25, 25-23, 11-15 |
| 17ª giornata - 26 febbraio 2024 Ginásio Sebastião Cruz, Blumenau          | APAN              | 1 - 3 | BVC               | 25-21, 23-25, 21-25, 19-25        |
| 18ª giornata - 3 marzo 2024 Ginásio Sebastião Cruz, Blumenau              | APAN              | 3 - 2 | ABCD              | 25-20, 21-25, 20-25, 25-23, 15-13 |
| 19ª giornata - 6 marzo 2024 Ginásio Sebastião Cruz, Blumenau              | APAN              | 3 - 1 | Suzano            | 29-31, 25-19, 25-18, 25-21        |
| 20ª giornata - 14 marzo 2024 Farma Conde Arena, São José dos Campos       | Amigos do Vôlei   | 3 - 2 | APAN              | 20-25, 20-25, 25-14, 25-15, 15-9  |
| 21ª giornata - 22 marzo 2024 Ginásio Poliesportivo Raul Belém, Uberlândia | Academia do Vôlei | 3 - 1 | APAN              | 21-25, 25-14, 32-30, 25-22        |
| 22ª giornata - 27 marzo 2024 Ginásio Sebastião Cruz, Blumenau             | APAN              | 0 - 3 | Sada              | 22-25, 18-25, 27-29               |

### Campionato sudamericano

#### Fase a gironi
| 1ª giornata - 12 febbraio 2024 Ginásio Sebastião Cruz, Blumenau | APAN | 3 - 0 | Vamos Peerless | 25-21, 25-21, 25-21               |
| 3ª giornata - 14 febbraio 2024 Ginásio Sebastião Cruz, Blumenau | APAN | 2 - 3 | Ciudad         | 22-25, 25-21, 16-25, 28-26, 14-16 |

#### Fase finale
| Semifinale - 15 febbraio 2024 Ginásio Sebastião Cruz, Blumenau | Sada | 3 - 0 | APAN            | 25-18, 25-19, 25-15        |
| Finale - 16 febbraio 2024 Ginásio Sebastião Cruz, Blumenau     | APAN | 1 - 3 | Amigos do Vôlei | 17-25, 21-25, 25-22, 14-25 |

## Statistiche

### Statistiche di squadra
| Competizione            | Punti | In casa | In casa | In casa | In trasferta | In trasferta | In trasferta | Totale | Totale | Totale |
| Competizione            | Punti | G       | V       | P       | G            | V            | P            | G      | V      | P      |
| ----------------------- | ----- | ------- | ------- | ------- | ------------ | ------------ | ------------ | ------ | ------ | ------ |
| Superliga Série A       | 21    | 11      | 5       | 6       | 11           | 2            | 9            | 22     | 7      | 15     |
| Campionato sudamericano | 4     | -       | -       | -       | -            | -            | -            | 4      | 1      | 3      |
| Totale                  | -     | 11      | 5       | 6       | 11           | 2            | 9            | 26     | 8      | 18     |

### Statistiche dei giocatori
| Giocatore        | Superliga Série A | Superliga Série A | Superliga Série A | Superliga Série A | Superliga Série A | Campionato sudamericano | Campionato sudamericano | Campionato sudamericano | Campionato sudamericano | Campionato sudamericano | Totale | Totale | Totale | Totale | Totale |
| Giocatore        | P                 | PT                | AV                | MV                | BV                | P                       | PT                      | AV                      | MV                      | BV                      | P      | PT     | AV     | MV     | BV     |
| ---------------- | ----------------- | ----------------- | ----------------- | ----------------- | ----------------- | ----------------------- | ----------------------- | ----------------------- | ----------------------- | ----------------------- | ------ | ------ | ------ | ------ | ------ |
| M. Balluta       | 1                 | 0                 | 0                 | 0                 | 0                 | 2                       | 0                       | 0                       | 0                       | 0                       | 3      | 0      | 0      | 0      | 0      |
| R. Bonora        | 22                | 149               | 132               | 10                | 7                 | 4                       | 16                      | 12                      | 2                       | 2                       | 26     | 165    | 144    | 12     | 9      |
| P. Carraro       | 18                | 128               | 104               | 22                | 2                 | 3                       | 23                      | 18                      | 3                       | 2                       | 21     | 151    | 122    | 25     | 4      |
| F. Cundiev       | 20                | 0                 | 0                 | 0                 | 0                 | 4                       | 0                       | 0                       | 0                       | 0                       | 24     | 0      | 0      | 0      | 0      |
| V. de Abreu      | 22                | 3                 | 0                 | 3                 | 0                 | 4                       | 2                       | 2                       | 0                       | 0                       | 26     | 5      | 2      | 3      | 0      |
| C. de Oliveira   | 2                 | 3                 | 2                 | 0                 | 1                 | -                       | -                       | -                       | -                       | -                       | 2      | 3      | 2      | 0      | 1      |
| B. do Nascimento | 20                | 97                | 89                | 6                 | 2                 | 4                       | 19                      | 15                      | 4                       | 0                       | 24     | 116    | 104    | 10     | 2      |
| M. Dolejal       | -                 | -                 | -                 | -                 | -                 | -                       | -                       | -                       | -                       | -                       | -      | -      | -      | -      | -      |
| L. dos Santos    | 16                | 181               | 159               | 11                | 11                | 4                       | 29                      | 28                      | 0                       | 1                       | 20     | 210    | 187    | 11     | 12     |
| L. Henning       | 16                | 181               | 159               | 11                | 11                | 4                       | 29                      | 28                      | 0                       | 1                       | 20     | 210    | 187    | 11     | 12     |
| W. Lopes         | 22                | 214               | 153               | 49                | 12                | 4                       | 23                      | 15                      | 3                       | 5                       | 26     | 237    | 168    | 52     | 17     |
| J. Marengoni     | 19                | 75                | 55                | 17                | 3                 | 4                       | 12                      | 7                       | 3                       | 2                       | 23     | 87     | 62     | 20     | 5      |
| D. Meneghelli    | 2                 | 0                 | 0                 | 0                 | 0                 | -                       | -                       | -                       | -                       | -                       | 2      | 0      | 0      | 0      | 0      |
| M. Müller        | 0                 | 0                 | 0                 | 0                 | 0                 | -                       | -                       | -                       | -                       | -                       | 0      | 0      | 0      | 0      | 0      |
| C. Pereira       | 0                 | 0                 | 0                 | 0                 | 0                 | -                       | -                       | -                       | -                       | -                       | 0      | 0      | 0      | 0      | 0      |
| K. Probst        | 1                 | 0                 | 0                 | 0                 | 0                 | -                       | -                       | -                       | -                       | -                       | 1      | 0      | 0      | 0      | 0      |
| M. Provensi      | 22                | 163               | 148               | 8                 | 7                 | 4                       | 24                      | 22                      | 2                       | 0                       | 26     | 187    | 170    | 10     | 7      |
| T. Sens          | 16                | 150               | 134               | 9                 | 7                 | 4                       | 48                      | 38                      | 3                       | 7                       | 20     | 198    | 172    | 12     | 14     |
| M. Winck         | 21                | 25                | 9                 | 9                 | 7                 | 4                       | 6                       | 3                       | 2                       | 1                       | 25     | 31     | 12     | 11     | 8      |
| E. Wurster       | 20                | 56                | 44                | 5                 | 7                 | 3                       | 8                       | 4                       | 3                       | 1                       | 23     | 64     | 48     | 8      | 8      |

P = presenze; PT = punti totali; AV = attacchi vincenti; MV = muri vincenti; BV = battute vincenti